# アルフォンソ・サモラ
アルフォンソ・サモラ・キロス（Alfonso Zamora Quiroz、1954年2月9日 - ）は、メキシコのプロボクサー。メキシコシティ出身。元WBA世界バンタム級王者。
名伯楽クーヨ・エルナンデス門下で共に学び、互いの名前の頭文字を取ってZボーイズと呼ばれたカルロス・サラテと共に1970年代の黄金のバンタム級に一時代を築いた。

## 来歴

### アマチュア時代
アマチュアで54勝45KO、RSC1敗という戦績を記録。1972年に17歳で出場したミュンヘンオリンピックではバンタム級で銀メダルを獲得。

### プロ時代
1973年4月16日、2回KO勝ちを収めプロデビュー。
1974年7月9日、日本バンタム級王者の内山真太郎に6回KO勝ちを収める。
1975年3月14日、20戦全KO勝ちのパーフェクトレコードを引っ提げてWBA世界バンタム級王者の洪秀煥（韓国）と対戦。4回、ロープに詰まった王者に左右のフックを叩きつけて10カウントを聞かせ、弱冠20歳というバンタム級史上最年少記録での王座獲得となった。
1975年8月3日、初防衛戦でタノムチット・スコタイ（タイ）の挑戦を受ける。4回に連打でダウンを奪い、立ち上がった挑戦者に更なる連打を浴びせると、レフェリーが試合を止めた。
1975年12月6日、ソクラテス・ベトト（フィリピン）と2度目の防衛戦。2回にボディブローでダウンを喫するが、立ち上がると逆にボディでダウンを奪い返し、更に連打を叩きつけて10カウント聞かせ逆転KOとなった。
1976年4月3日、3度目の防衛戦で後にフェザー級で世界王座19度防衛の名王者となるエウセビオ・ペドロサ（パナマ）の挑戦を受け、2回に狙い澄ました左フックを叩きつけてKO勝ち。
1976年7月10日、ヒルベルト・イリュエカ（パナマ）を挑戦者に迎えて4度目の防衛戦。2回に左のパンチで最初のダウンを奪うと、3回に右のパンチでダウンを追加。そのまま挑戦者に10カウントを聞かせた。
1976年10月16日、5度目の防衛戦で前王者・洪秀煥を12回TKOで返り討ち。挑戦者の地元・韓国で行われたこの試合は、序盤から王者が何度もクリーンヒットを受け膝を揺らす挑戦者有利の展開となったが、11Rに王者が猛反撃で挑戦者にダウン寸前の大きなダメージを与えると、続く12Rにロープに詰めて滅多打ちにしたところでレフェリーが試合を止めた。このレフェリーの裁定に納得のいかない観客が不満を爆発させ、リング内になだれ込みレフェリーを殴り倒すという暴動騒ぎとなった。
1977年4月23日、すでに金銭的トラブルからクーヨ・エルナンデスと袂を分かっていたサモラは、元同門のWBC世界バンタム級王者カルロス・サラテとノンタイトル戦で対戦。サモラのここまでの戦績は29戦全KO勝ちというパーフェクトレコード。対するサラテも45戦全勝44KOとサモラと遜色のないレコード。高いKO率を誇る無敗の世界王者同士のライバル対決に世界の注目が集まった。試合開始から激しくパンチを交換し、1回、2回と互角の打ち合いを展開していたが、次第にパンチの的確さとディフェンス力で上回るサラテが試合を支配。3R終了間際にコンビネーションを浴びて最初のダウンを喫すると、立ち上がったところを連打に晒されダメージを追加される。ここは辛くもゴングに救われたが4回開始早々に再びダウンを奪われると試合は一方的な展開に。さらに連打を浴び3度目のダウンを喫したところでセコンドのアルフォンソ・サモラ・シニアがタオルを投入し、30戦目で初の敗北となった。なお余談だが、この試合の開始直後に下着姿の男がリング内に乱入し、試合が一時中断された他、試合終了後に両陣営が乱闘騒ぎを起こすなどのハプニングがあった。
このライバル対決での敗北を境にサモラは精彩を失い、勝ち負けを繰り返すこととなる。
1977年11月19日、6度目の防衛戦で伏兵ホルヘ・ルハンにまさかの10RKO負けで王座陥落。中盤から挑戦者にペースを握られると10回にダウンを奪われ戦意喪失。座ったまま首を横に振り、そのまま10カウントを聞いた。
1978年10月26日、ここまで29戦を戦い敗戦は負傷判定での1敗のみという世界ランカーのアルベルト・サンドバル（アメリカ）との対戦に8回KO勝ちを収め、健在ぶりを示した。
1979年7月22日、ルハン戦後、3連勝を経て、WBC世界ライトフライ級王座に2度挑戦経験のあるファン・アルバレス（メキシコ）と対戦。5回にバッティングでアルバレスが試合続行不可能となると、サモラの反則失格が宣告され3敗目を喫した。
1979年11月16日、WBC世界バンタム王座挑戦者決定戦でエディ・ローガン（アメリカ）と対戦。6回に先にダウンを奪ったが、8回に2度倒し返されると、続く9回にレフェリーが試合を止め、連敗となった。
1980年9月19日に3回KO負けで5度目の敗北を喫すると、この試合を最後に引退。まだ26歳という若さであった。
2005年、世界ボクシング殿堂に殿堂入り。

## 戦績

### アマチュア
54勝（45KO、RSC）1敗
| 1972 ミュンヘンオリンピック | 1972 ミュンヘンオリンピック | 1972 ミュンヘンオリンピック | 1972 ミュンヘンオリンピック | 1972 ミュンヘンオリンピック      | 1972 ミュンヘンオリンピック |
| 階級                        | 回戦数                      | 勝敗                        | 内容                        | 対戦相手                         | 国籍                        |
| --------------------------- | --------------------------- | --------------------------- | --------------------------- | -------------------------------- | --------------------------- |
| バンタム級                  | 1回戦                       | ○                           | 2RKO                        | リカルド・フォルタレーザ         | フィリピン                  |
| バンタム級                  | 2回戦                       | ○                           | 3R判定                      | ステファン・フォルステル         | 西ドイツ                    |
| バンタム級                  | 3回戦                       | ○                           | 3RKO                        | フアン・フランシスコ・ロドリゲス | スペイン                    |
| バンタム級                  | 準決勝                      | ○                           | 3R判定                      | リチャード・カレラス             | アメリカ合衆国              |
| バンタム級                  | 決勝                        | ●                           | 3R判定                      | オルランド・マルティネス         | キューバ                    |

### プロ
38戦33勝（32KO）5敗
| 戦           | 日付           | 勝敗 | 時間     | 内容 | 対戦相手                 | 国籍           | 備考                               |
| ------------ | -------------- | ---- | -------- | ---- | ------------------------ | -------------- | ---------------------------------- |
| 1            | 1973年4月16日  | ○    | 2R       | KO   | エラクリオ・アマヤ       | メキシコ       | デビュー戦                         |
| 2            | 1973年6月2日   | ○    | 3R       | TKO  | アントニオ・エンリケス   | メキシコ       | -                                  |
| 3            | 1973年6月25日  | ○    | 2R       | KO   | ファン・ラモン・ペレス   | メキシコ       | -                                  |
| 4            | 1973年7月8日   | ○    | 1R       | KO   | シスト・エスケーダ       | メキシコ       | -                                  |
| 5            | 1973年8月21日  | ○    | 1R       | KO   | パハリト・プラセンシア   | メキシコ       | -                                  |
| 6            | 1973年9月15日  | ○    | 3R       | KO   | クルス・ヴェガ           | メキシコ       | -                                  |
| 7            | 1973年10月10日 | ○    | 2R       | KO   | トルティリョ・アルメンタ | メキシコ       | -                                  |
| 8            | 1973年10月30日 | ○    | 2R       | KO   | フリオ・ロメロ           | アルゼンチン   | -                                  |
| 9            | 1973年12月11日 | ○    | 9R       | KO   | サルバドル・ロサノ       | メキシコ       | -                                  |
| 10           | 1974年1月23日  | ○    | 2R       | KO   | ペドロ・ララ             | メキシコ       | -                                  |
| 11           | 1974年2月24日  | ○    | 3R       | TKO  | フェリックス・カストロ   | メキシコ       | -                                  |
| 12           | 1974年3月31日  | ○    | 3R       | KO   | 川上哲郎                 | 日本           | -                                  |
| 13           | 1974年4月17日  | ○    | 2R       | TKO  | ペドロ・イバネス         | メキシコ       | -                                  |
| 14           | 1974年5月7日   | ○    | 3R       | KO   | セサール・オルドネス     | メキシコ       | -                                  |
| 15           | 1974年5月25日  | ○    | 2R       | TKO  | ラウル・ティラド         | メキシコ       | -                                  |
| 16           | 1974年7月9日   | ○    | 6R       | KO   | 内山真太郎               | 日本           | -                                  |
| 17           | 1974年8月31日  | ○    | 1R       | KO   | アドリアン・サパンタ     | メキシコ       | -                                  |
| 18           | 1974年10月5日  | ○    | 2R       | KO   | フランシスコ・ヴィレガス | プエルトリコ   | -                                  |
| 19           | 1974年11月23日 | ○    | 3R       | TKO  | ホセ・アントニオ・ロサ   | プエルトリコ   | -                                  |
| 20           | 1975年2月4日   | ○    | 4R       | KO   | タニー・アマンシオ       | メキシコ       | -                                  |
| 21           | 1975年3月14日  | ○    | 4R 2:37  | KO   | 洪秀煥                   | 韓国           | WBA王座獲得                        |
| 22           | 1975年6月2日   | ○    | 10R      | TKO  | ホルヘ・トーレス         | メキシコ       | -                                  |
| 23           | 1975年8月3日   | ○    | 5R 2:11  | TKO  | タノムチット・スコタイ   | タイ           | WBA防衛1                           |
| 24           | 1975年12月6日  | ○    | 2R 2:55  | KO   | ソクラテス・ベトト       | フィリピン     | WBA防衛2                           |
| 25           | 1976年4月3日   | ○    | 2R 1:03  | KO   | エウセビオ・ペドロサ     | パナマ         | WBA防衛3                           |
| 26           | 1976年7月10日  | ○    | 3R       | KO   | ヒルベルト・イリュエカ   | パナマ         | WBA防衛4                           |
| 27           | 1976年9月5日   | ○    | 3R       | KO   | カンディド・サンドバル   | メキシコ       | -                                  |
| 28           | 1976年10月16日 | ○    | 12R 2:11 | TKO  | 洪秀煥                   | 韓国           | WBA防衛5                           |
| 29           | 1977年2月12日  | ○    | 2R       | KO   | アレハンドロ・オレヘル   | アメリカ合衆国 | -                                  |
| 30           | 1977年4月23日  | ●    | 4R 1:11  | TKO  | カルロス・サラテ         | メキシコ       | -                                  |
| 31           | 1977年11月19日 | ●    | 10R 2:51 | TKO  | ホルヘ・ルハン           | パナマ         | WBA王座陥落                        |
| 32           | 1978年6月23日  | ○    | 6R       | KO   | エクトール・メディナ     | メキシコ       | -                                  |
| 33           | 1978年10月26日 | ○    | 9R 2:59  | TKO  | アルベルト・サンドバル   | アメリカ合衆国 | -                                  |
| 34           | 1979年1月18日  | ○    | 10R      | 判定 | ルイス・ロサリオ         | プエルトリコ   | -                                  |
| 35           | 1979年7月22日  | ●    | 5R       | 反則 | ファン・アルバレス       | メキシコ       | -                                  |
| 36           | 1979年11月16日 | ●    | 9R       | TKO  | エディ・ローガン         | アメリカ合衆国 | WBC世界バンタム級王座 挑戦者決定戦 |
| 37           | 1980年7月17日  | ○    | 3R       | KO   | メルビン・ジョンソン     | アメリカ合衆国 | -                                  |
| 38           | 1980年9月19日  | ●    | 3R       | TKO  | リゴベルト・エストラーダ | メキシコ       | -                                  |
| テンプレート |                |      |          |      |                          |                |                                    |

## 獲得タイトル
- アマチュア
  - 1972年 ミュンヘンオリンピック バンタム級 銀メダル
- プロ
  - WBA世界バンタム級王座（防衛5度）